# Rozmowy z katem
Rozmowy z katem – utwór literatury faktu autorstwa Kazimierza Moczarskiego.

## Historia publikacji
Ukazała się po raz pierwszy w latach 1972–1974 w miesięczniku Odra, następnie jako książka, Rozmowy zostały wydane w 1977 (w niepełnej wersji). Wersja pełna i nieocenzurowana ukazała się po raz pierwszy w roku 1992 nakładem PWN. Książka ta stanowi dokumentalną i rzetelną relację, mającą cechy studium socjologicznego i psychologicznego.
Rękopis dzieła został zakupiony w 2007 przez Bibliotekę Narodową od córki autora, Elżbiety Moczarskiej. Od 2024 rękopis prezentowany jest na wystawie stałej w Pałacu Rzeczypospolitej.

## Powstanie i tematyka dzieła
Powieść jest oparta na autentycznych wydarzeniach. W roku 1949 Kazimierz Moczarski, dziennikarz, prawnik z wykształcenia, żołnierz Armii Krajowej, został osadzony przez władze komunistyczne wraz ze zbrodniarzem, wysokiej rangi oficerem SS Jürgenem Stroopem w jednej celi więzienia mokotowskiego w Warszawie. Stroop (m.in. likwidator getta warszawskiego podczas powstania w 1943, odpowiedzialny za śmierć dziesiątek tysięcy ludzi) został wcześniej skazany na karę śmierci przez amerykański sąd, w Polsce sądzony był m.in. za zbrodnie z Warszawy i Poznańskiego. Wraz z nimi wyrok odbywał niejaki Gustaw Schielke, niemiecki policjant. Ta sytuacja sprowokowała Moczarskiego do stworzenia portretu osobowości hitlerowca, opisu jego życia i kariery oraz napisania książki o mechanizmach działania i rozwoju nazizmu.
Uwagę zwraca niezwykła pamięć Moczarskiego, który spisując rękopis tuż po wyjściu z więzienia w 1956, pamiętał wiele szczegółów z pobytu, takich jak rozmowy, gesty czy reakcje współwięźniów. Sam autor podejrzewał, że pamięć spowodowana była niezwykłym napięciem okresu wyczekiwania na wykonanie na nim wyroku śmierci. Przed opublikowaniem Rozmów wszystkie fakty w nich zawarte, w miarę możliwości, zostały przez autora zweryfikowane. Moczarski miał dostęp do niektórych świadków opisanych zdarzeń oraz do stenogramów i dokumentów procesowych polskich i amerykańskich.

## Adaptacje
W 1977 teatralną adaptację Rozmów z katem w Teatrze Powszechnym w Warszawie przedstawił Andrzej Wajda (premiera 22 grudnia 1977 roku) z Zygmuntem Hubnerem w roli Moczarskiego, Stanisławem Zaczykiem jako Stroopem oraz Kazimierzem Kaczorem w roli Schielkego. W 2006 roku powstał film fabularny, w reżyserii Macieja Englerta. W role Kazimierza Moczarskiego i Jürgena Stroopa wcielili się Andrzej Zieliński i Piotr Fronczewski, a w roli Schielkego Sławomir Orzechowski.